# Pseudophoraspis marginata
Pseudophoraspis marginata är en kackerlacksart som beskrevs av Anisyutkin 1999. Pseudophoraspis marginata ingår i släktet Pseudophoraspis och familjen jättekackerlackor. Inga underarter finns listade i Catalogue of Life.